# Telipogon esperanzae
Telipogon esperanzae är en orkidéart som beskrevs av Pedro Ortiz Valdivieso. Telipogon esperanzae ingår i släktet Telipogon och familjen orkidéer. Inga underarter finns listade i Catalogue of Life.